# Highscreen Boost 3 SE Pro
Highscreen Boost 3 SE Pro — музыкальный смартфон, выпущенный русской компанией Highscreen в 2017 году. Разработан в России. Является улучшенной версией смартфона Highscreen Boost 3 SE.

## Экран
Смартфон оснащён ёмкостным сенсорным экраном диагональю 5 дюймов, распознающим 10 одновременных касаний (10-точечный мультитач). Разрешение экрана составляет 1920х1080 (FullHD), отношение сторон — 16:9, разрешающая способность — 441 пикселей на дюйм (ppi). Экран способен отображать 16777216 оттенков.

## Защита
Смартфон не обладает сертификацией на соответствие какому-нибудь стандарту защиты. Следовательно, он является уязвимым для воздействия воды, пыли, механических повреждений, а также не подходит для использования во взрывоопасных средах. Экран смартфона покрыт защитным стеклом, которое защищает его от царапин ногтями и металлическими предметами, но не может уберечь от царапин песком, поскольку кварц (компонент песка) обладает большей твёрдостью, чем стекло.

## Программное обеспечение
Смартфон оснащён операционной системой Android 6.0 Marshmallow, разработанной в американской компании Google. Используется прошивка со встроенными сервисами Google (жарг. Gapps). В частности, предустановлен клиент магазина приложений и мультимедийного контента Google Play, с помощью которого смартфон можно оснастить большим количеством приложений от сторонних разработчиков. Предустановлен ряд стандартных приложений: медиаплеер, многофункциональные часы, просмотрщик фотографий, FM-радио, калькулятор и другие.

## Технические характеристики
- Экран: TFT IPS, 5", 1920x1080, ёмкостный, мультитач
- Процессор: MediaTek MT6753 64-битный восьмиядерный 1,3 ГГц Cortex-A53
- Графический ускоритель: Mali-T720 MP3
- Операционная система: Android 6.0
- Оперативная память: 3 ГБ
- Встроенная память: 32 ГБ
- Поддержка карт памяти: microSDXC (отдельный слот)
- Связь: GSM 850/900/1800/1900 МГц || UMTS 900/2100 МГц || LTE: 1, 3, 7, 8, 20
- SIM: 2х micro-SIM
- Беспроводные интерфейсы: Wi-Fi 802.11 a/b/g/n, Bluetooth 4.1
- Навигация: GPS, ГЛОНАСС
- Камеры: основная — 13 Мп (вспышка, автофокус), фронтальная — 5 Мп
- Датчики: освещённости, приближения, наклона
- Аккумулятор: 3100+6900 мАч, съёмный
- Габариты: 141х71х9/13,9 мм
- Вес: 140/212 граммов